# Звірево (Марі-Турецький район)
Зві́рево (рос. Зверево, марій. Звер) — присілок у складі Марі-Турецького району Марій Ел, Росія. Входить до складу Марі-Турецького міського поселення.

## Населення
Населення — 8 осіб (2010; 9 у 2002).
Національний склад (станом на 2002 рік):
- росіяни — 100 %